# Université américaine en Bulgarie
L'université américaine en Bulgarie est un établissement d'enseignement supérieur à Blagoevgrad, en Bulgarie.

## Histoire
L'Université américaine en Bulgarie a été fondée en 1991. L'université compte environ 1 000 étudiants provenant de plus de 40 pays.